# 畢蘇斯基廣場

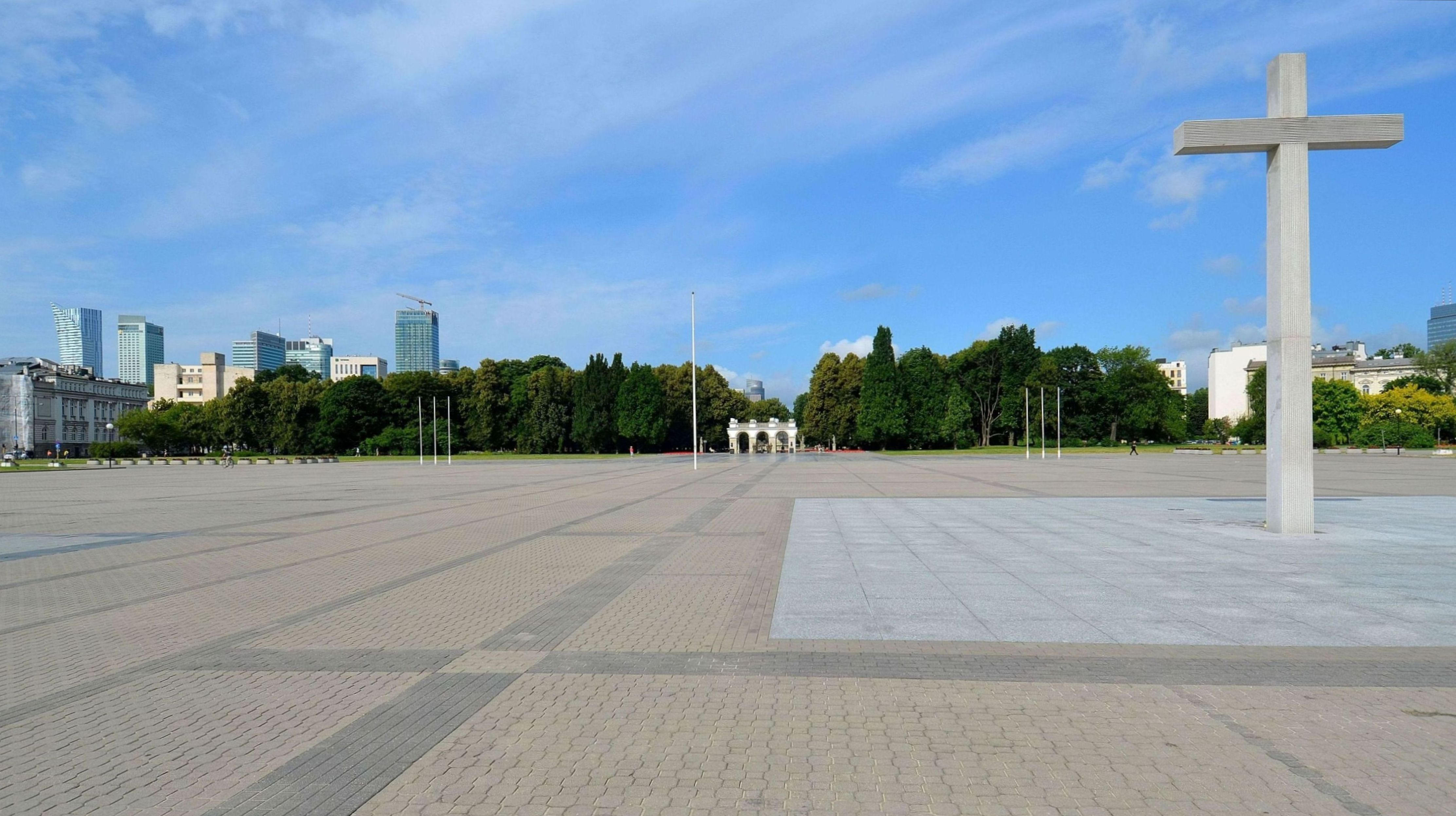

畢蘇斯基廣場（波蘭語：Plac marsz. Józefa Piłsudskiego），舊稱勝利廣場（Plac Zwycięstwa，1946—1990）、薩克森廣場（Plac Saski，1814—1928），是位於波蘭首都華沙市中心的一座廣場。廣場名稱來自於一戰之後率領波蘭取得獨立的約瑟夫·畢蘇斯基。1979年，教皇若望保祿二世曾訪問這座廣場。